# Tephroseris integrifolia
Tephroseris integrifolia (жовтозілля цілолисте як Senecio integrifolius) — вид рослин з родини айстрових (Asteraceae), поширений у Євразії від Франції й Великої Британії до Далекого Сходу Росії.

## Опис

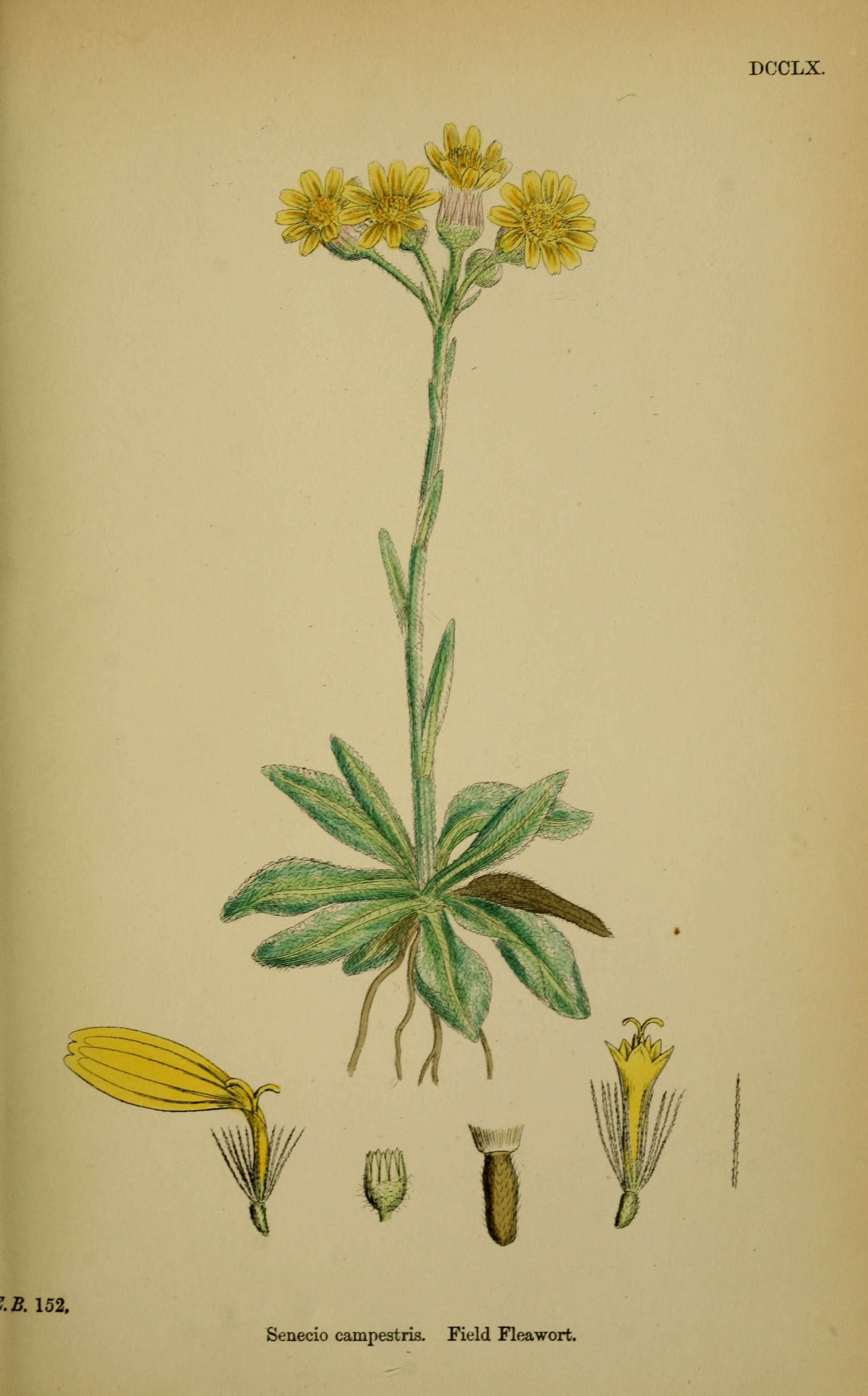
ілюстрація

Багаторічна трав'яниста рослина, заввишки 20–60 см. Стебло пряме, смугасте, нерозгалужене. Черешки наземних листків коротші, ніж листова пластина, яка ціла або лише трохи зубчаста, зазвичай кулясто яйцеподібна або яйцеподібна. Нижнє стеблове листя також черешкове, схоже на приземне; вищі стеблові листки вже сидячі до майже таких що охоплюють стебло, цілі. Квіткових голів 3–10 діаметром 18–25 мм. Приквітки лінійно-ланцетні, зелені, з червонуватими кінчиками. ланцетні квітки 12–15(18), жовті, завдовжки 1–2 см. Плід — сім'янка з пухом.

## Поширення
Поширений у Євразії від Франції й Великої Британії до Далекого Сходу Росії.

### В Україні
На півдні Волинської височини і на північному заході Подільської височини зростає підвид Tephroseris integrifolia subsp. aurantiaca. Занесений до Червоної книги України та до до Європейського Червоного списку, де фігурує під назвою жовтозілля Бессера (Senecio besserianus Minder.). 